# 中山號誌站
中山號誌站（日语：／ Nakayama shingōsho */?），是位於高知縣吾川郡伊野町枝川，土佐電交通伊野線的號誌站。
關於號誌站的名稱，網站與雜誌等會以「中山號誌站」稱呼此號誌站。在公司內部仍然會以「八代交會場所」稱呼此號誌站。在遷移後的運行圖表與司機攜帶的乘務行路表仍然以「八代」稱呼此號誌站，在司機進行無線電溝通時也以「八代」稱呼此號誌站。在運輸安全委員會於平成29年11月的報告書中，會以「八代電車站」稱呼此號誌站，雖然名為電車站，但是不可上落客。中山號誌站的由來不明。在公司內部使用「號誌站」形容此地，對外使用「交會場所」形容此地。

## 歷史
- 2014年（平成26年）11月11日：隨著高知西繞道進行延伸工程，於八代號誌站東邊約240米處新設列車交會設備[1][2]。

## 號誌站構造
此號誌站設有2線，可進行列車交會。

## 相鄰電車站
土佐電交通
伊野線
八代通－中山號誌站－中山

## 注腳
1. ↑  とさでん交通、伊野線の電車交換施設を移設…11月11日 （页面存档备份，存于）（日語） - Response.（日语：Response.），2014年11月7日
2. ↑  【電車】八代行違い場所移設のお知らせ （页面存档备份，存于）（日語） - 土伐電交通，2014年11月5日